# 에두아르 마네
에두아르 마네(프랑스어: Édouard Manet, 프랑스어 발음: [edwaʁ manɛ], 1832년 1월 23일~1883년 4월 30일)는 프랑스의 인상주의 화가이다. 19세기 현대적인 삶의 모습에 접근하려 했던 화가들중의 하나로 시대적 화풍이 사실주의에서 인상파로 전환되는 데 중추적 역할을 하였다. 그의 초기작인 《풀밭 위의 점심 식사》와 《올랭피아》는 엄청난 비난을 불러 일으켰으나 반면에 수많은 젊은 화가들을 주변에 불러모으는 힘이 되었는데, 이들이 후에 인상주의를 창조하였다. 이 그림들은 오늘날 현대미술을 창시한 분수령으로 여겨진다. 그의 화풍의 특색은 단순한 선 처리와 강한 필치, 풍부한 색채감에 있다.

## 생애

### 출생
에두아르 마네는 1832년 1월 23일 프랑스 파리의 부유하고 화목한 가정에서 태어났다. 그의 어머니인 외제니-데지레 푸르니에는 외교관 아버지를 두었고, 대부가 스웨덴의 왕태자였던 샤를 베르나도트(현 스웨덴 왕가의 시조, 칼14세 요한)였다. 그의 아버지인 오귀스트 마네는 프랑스의 법관이었는데 그의 아들이 법조계에 종사하기를 바랐다. 그의 삼촌인 에드몽 푸르니에가 그에게 미술계에 종사하도록 독려하고 어린 마네와 형제들을 종종 루브르 박물관에 데려가, 그림을 보여주며, 또 그림을 직접 그리게 적극적으로 도움을 주었다.

### 미술

#### 미술공부.
1845년에 롤랑 기숙학교에 입학하였는데 여기서 미래의 예술부 장관이자 그의 평생의 친구인 앙토냉 프루스트를 만난다. 마네는 그렇게 공부를 잘하는 학생이 아니어서, 집안의 바람대로 법대에 진학하는 것은 무리였다. 해서 1848년에 아버지의 바람으로 해군 사관학교에 지원하였으나 낙방하였다. 같은 해 10월 프랑스의 해군 사관학교는 6개월간 견습항해시 항해 참가원끼리의 경쟁으로 생도를 뽑는 제도를 마련한다. 이에 마네는 리우데자네이루로 항해하는 배에 올라 항해를 하기도 하였다. 실패를 거듭하자 아버지는 마네가 하고 싶어 하는 미술을 교육받는 것을 허락하였다. 마네는 1850년에서 1856년까지 아카데미 파로서 커다란 역사화를 여럿 그린 화가 토마스 쿠튀르르 문하에서 공부하면서 남는 시간에 루브르 박물관에 전시된 걸작들을 따라 그리며 공부했다.

#### 작품활동.
1853년에서 1856년에는 독일과 이탈리아, 네덜란드를 여행하였는데 이때 그는 네덜란드 화가 프란스 할스와 스페인의 화가인 디에고 벨라스케스와 프란시스코 고야의 영향을 받게된다. 1856년 그는 전속 화랑을 열게 되었다. 이 시기의 그의 스타일은 붓 터치에 힘을 빼고 표현을 간결하게 하여 중간 톤을 억제하였다. 1858~1859년까지는 당시 주류 스타일이었던 사실주의를 받아들여 <'Absinthe Drinker'>와 같은 동시대의 현실적인 주제들, 예를 들면 거지, 가수들, 집시, 카페의 손님들 그리고 소싸움등의 현실속의 이야기들을 그렸다. 아울러 마네는 스승이던 쿠튀르르에 대한 반감이었는지, 아카데미파에 대한 반동이었는지 종교적이거나 신화적이거나 또는 역사적인 주제에 대해서는 거의 그리지 않았다.
1863년의 낙선전에 《풀밭 위의 점심 식사》가 전시되자, 그의 작품에 감명받은, 아카데미에 선택받지 못한 젊은 화가들이 마네에게 모였다. 그들은 마네의 집 근처 카페인 게르부아에 모여 그림에 대한 이야기를 나눴으며, 이 모임은 인상주의 회화를 잉태하는 의미를 지닌 것이었다. 그러나 이런 역사적인 의미와 달리 당시 마네는 인상주의 회화의 모임에 친교 이상의 의미를 부여하지 않은 것으로 보인다.
왜냐하면 당시 모인 화가들이 서로의 화풍에 영향을 주었으나, 마네는 이런 영향을 받음이 작품에서 보이지 않았기 때문이다.
결정적으로 마네는 이들 인상파 화가들이 살롱에 도전하기를 그만두고, 자기들만의 전시회를 열려고 할 때 참가하려고 하지 않았다.

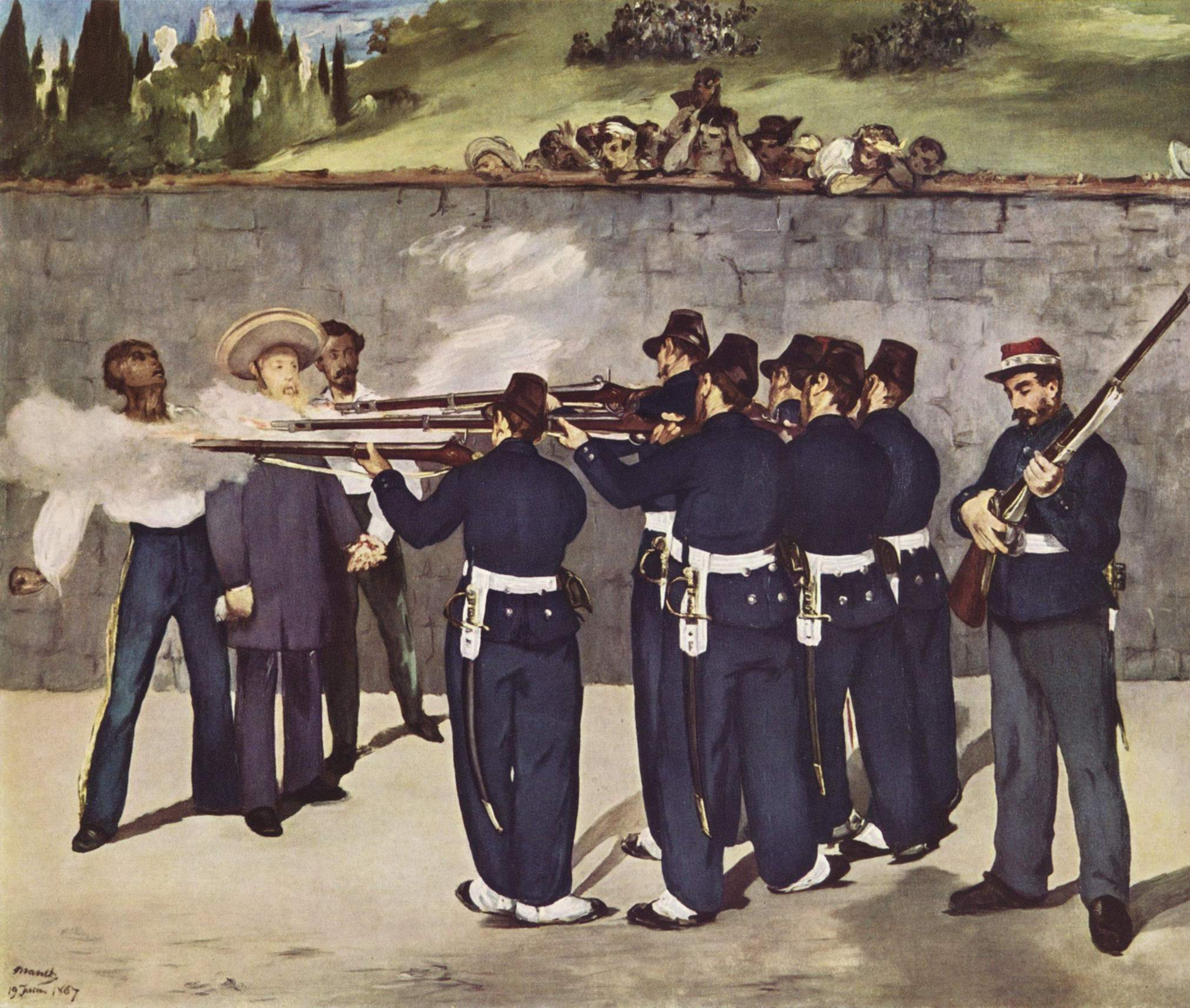
에두아르 마네는 막시밀리아노 1세의 총살을 그리면서 프랑스 정부를 비꼬았다.

1867년 프랑스 정부에서 멕시코 황제로 즉위시킨 막시밀리아노 1세가 베니토 후아레스 멕시코 대통령에 의해 총살당하는 와중에도 프랑스 정부는 막시밀리아노 1세를 외면하자 에두아르 마네는 1868년에 이를 비꼬는 그림을 그렸다. 그림상에서 막시밀리아노 1세의 사형을 집행하는 군인의 복장이 묘하게 프랑스군 복장을 닮았으며 맨 뒤에 서서 총알을 장전하는 군인은 아예 나폴레옹 3세의 얼굴로 그려 놓았다.
마네는 지병이던 매독이 악화되어 합병증이 와, 손발이 마비되는 등 고통의 나날들을 보내다가 1883년 4월 30일 다리를 절단하는 수술의 후유증으로 51세에 세상을 떠났다.

## 주요 작품

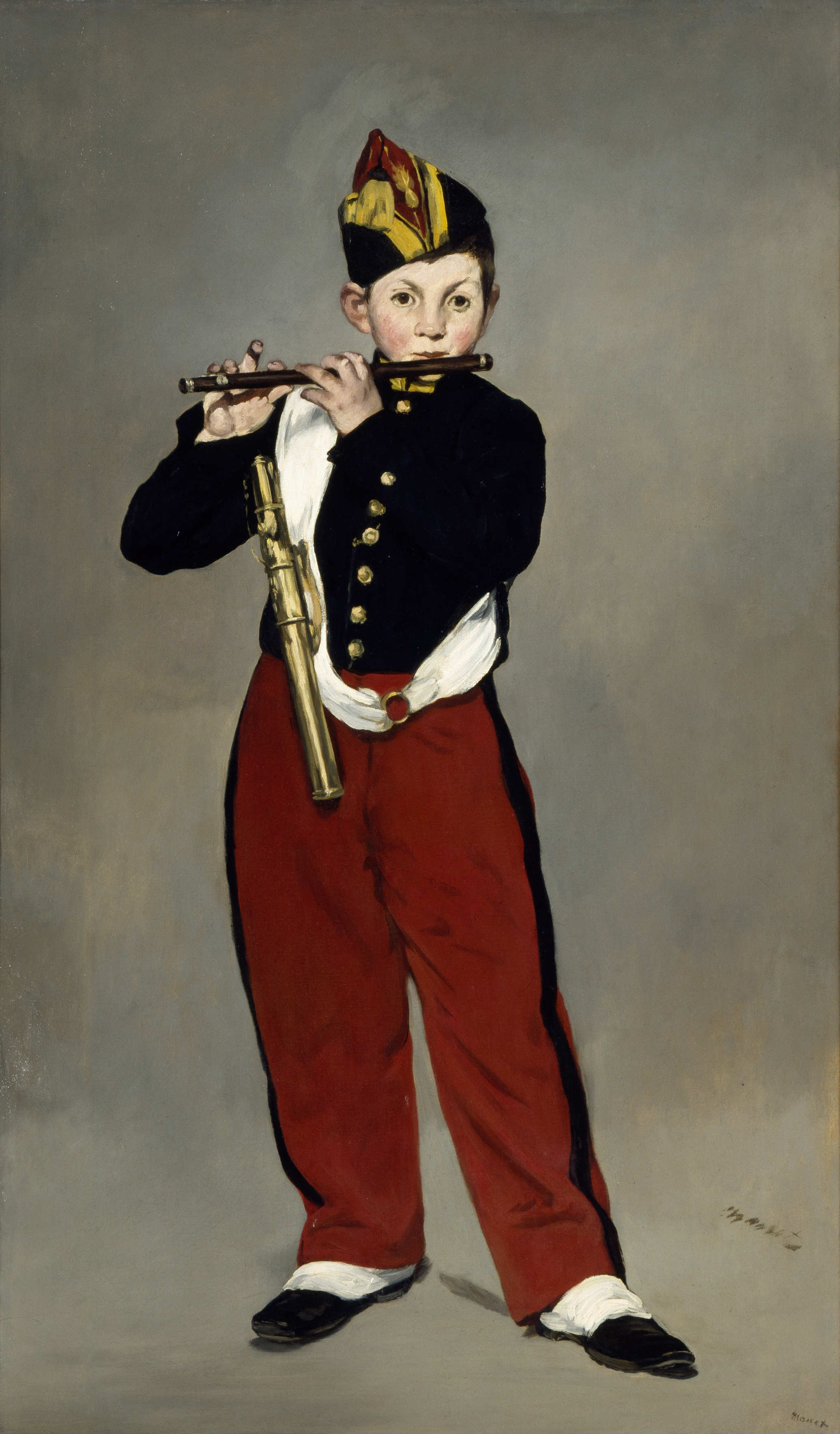
《피리 부는 소년》
《거리의 악사》
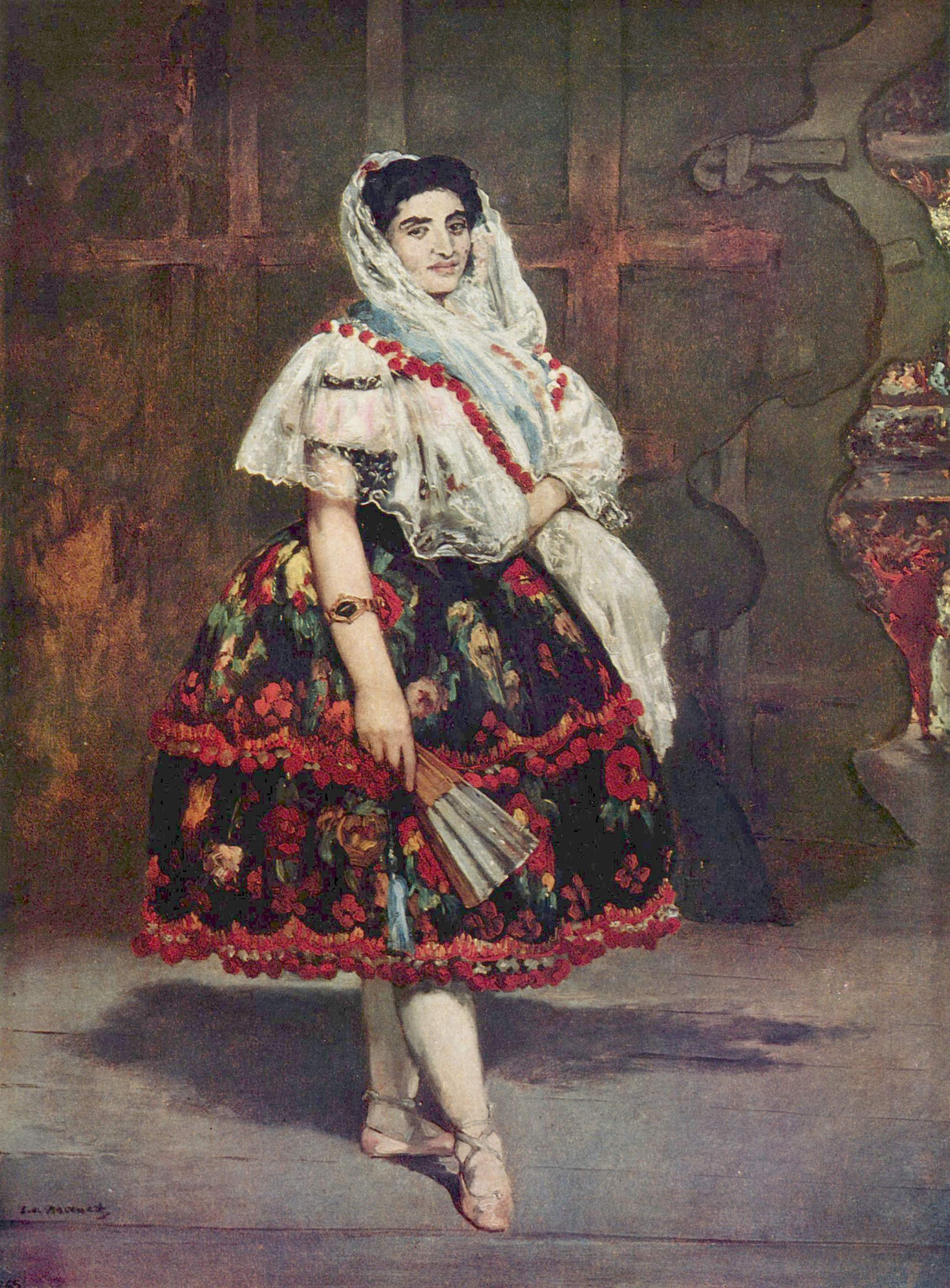
《발렌시아의 롤라》
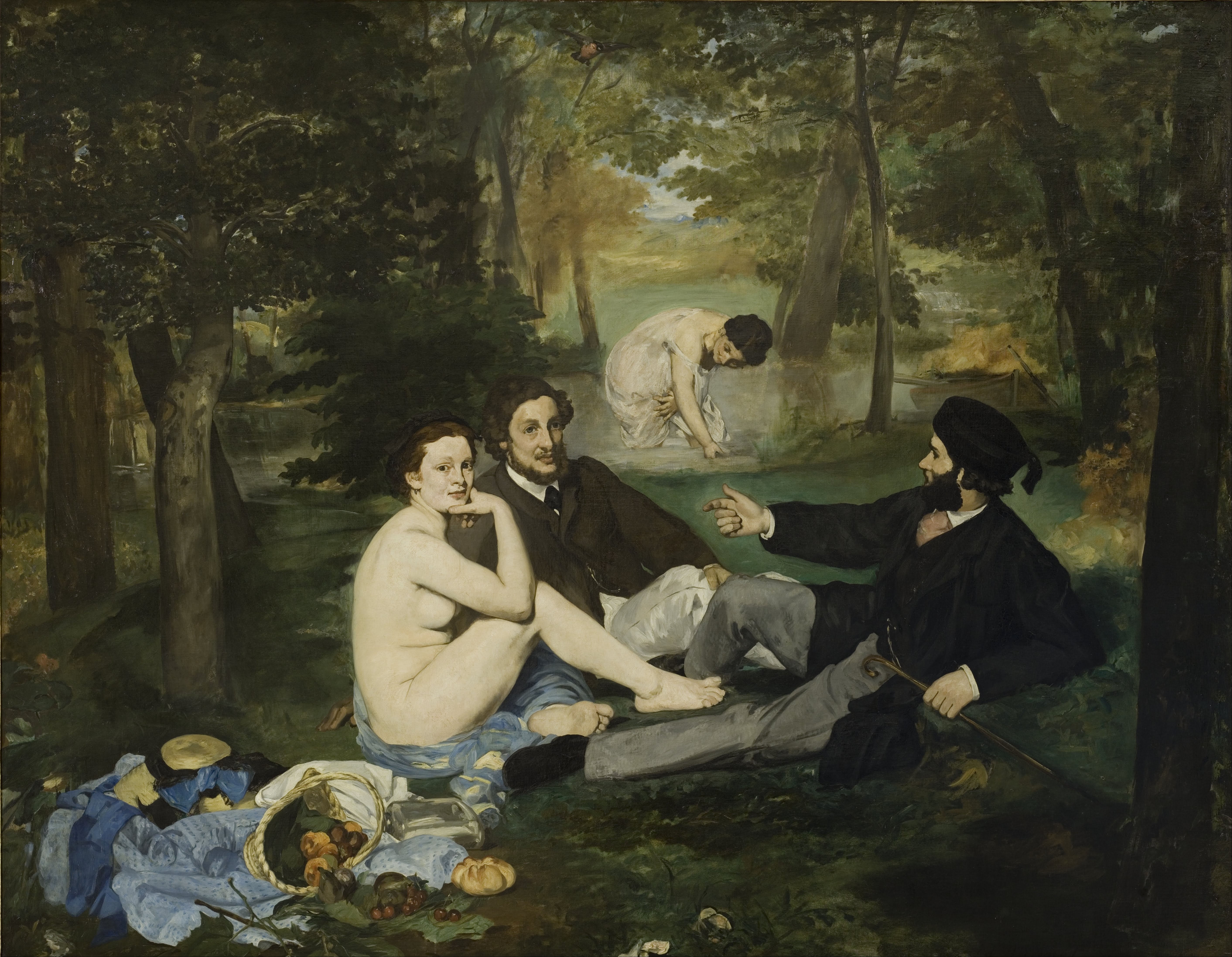
《풀밭 위의 점심 식사》
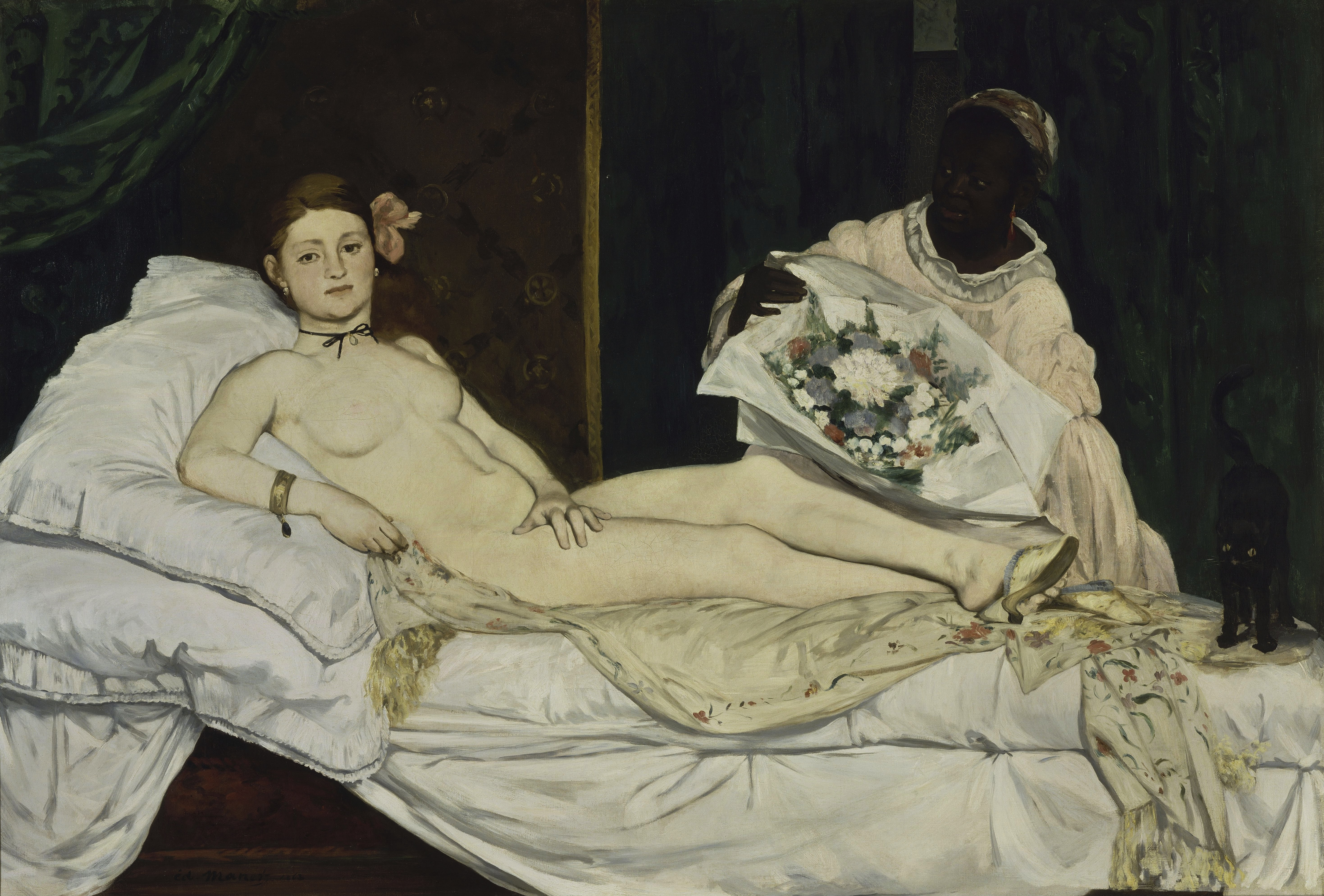
《올랭피아》
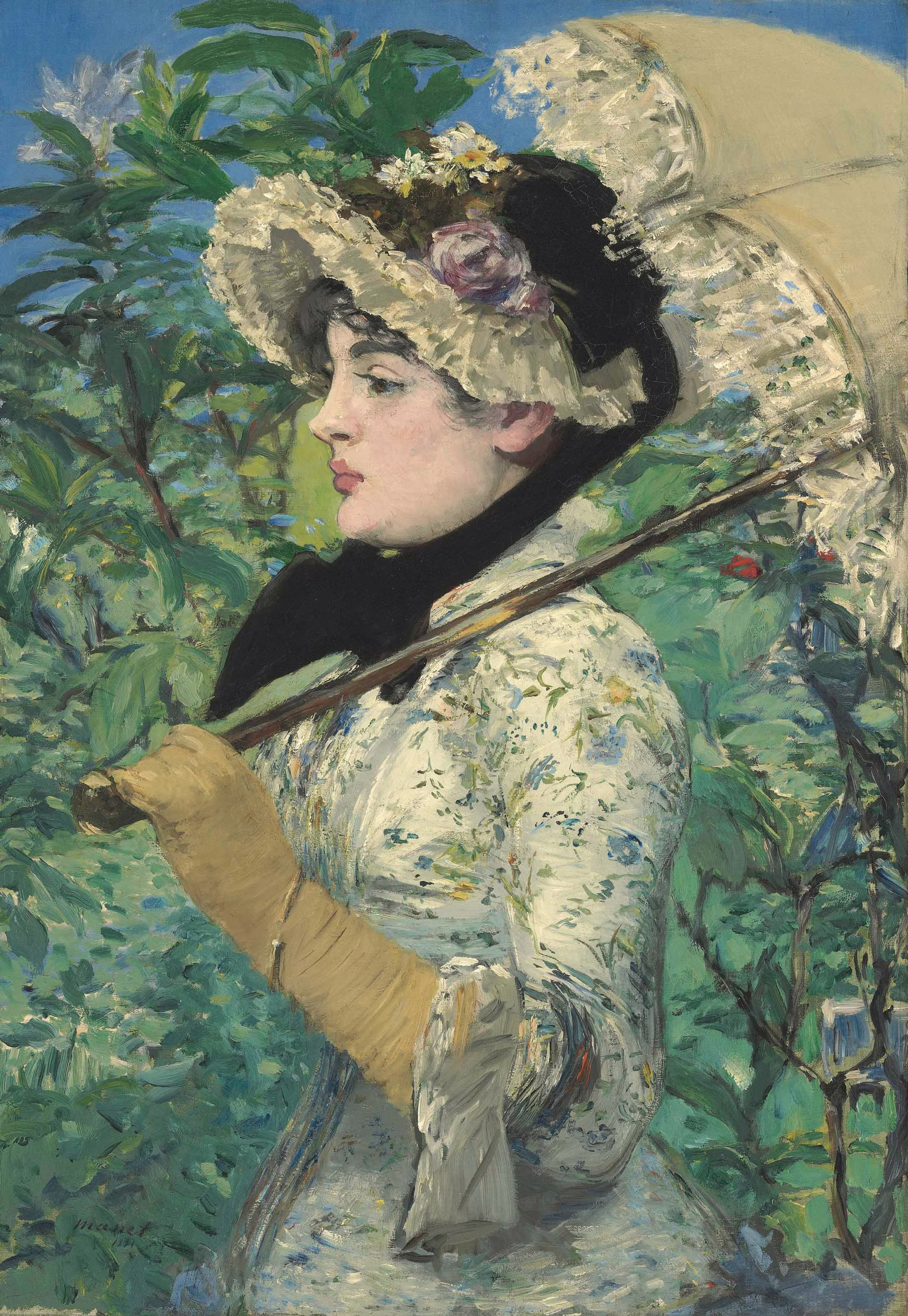
《봄》

## 관련 서적
- 《마네 그림에서 찾은 13개 퍼즐 조각》(박정자, 2009년 2월 기파랑)
- 《에두아르 마네 베이식 아트 시리즈》(질 네레, 2006년 4월 마로니에북스)

## 같이 보기
- 베르트 모리조
- 프란시스코 고야
- 클로드 모네